# 匿名化
数据匿名化又稱匿名化，是一种信息净化，其目的是保护個人隐私。匿名化是一个从数据集中删除个人身份信息的过程。不過將匿名数据数据集与其他数据比對，有可能使匿名數據去匿名化。